# Direction des libertés publiques et des affaires juridiques
La direction des libertés publiques et des affaires juridiques (« DLPAJ ») est une direction du ministère de l'Intérieur français. Elle est rattachée au secrétariat général.

## Missions

### Conseil et assistance juridique
La DLPAJ assume les fonctions habituelles d’une direction juridique d’administration centrale. Elle assure la conception, le conseil, l’expertise et l’assistance juridiques auprès de l’ensemble des services du ministère de l’intérieur. Elle traite l'ensemble du contentieux de niveau central du ministère, en liaison avec les directions compétentes. La direction pilote par ailleurs l’appui juridique et la fonction contentieuse dans les territoires, notamment au moyen des pôles d’appui juridiques, et gère l’ensemble des dépenses contentieuses imputables à l’activité du ministère et des préfectures.

### Compétences métier
La DLPAJ prépare et applique la législation relative :
- aux cultes[1] (laïcité, relations avec les cultes, régime concordataire, édifices du culte, congrégations, dérives sectaires) ;
- aux associations et fondations (reconnaissance d’utilité publique, fondations d’entreprise) ;
- à la protection de la liberté individuelle (fichiers, vidéoprotection, libertés de réunion et de manifestation) ;
- à la délivrance des titres d’identité et de voyage (cartes nationales d’identité, passeports, passeports de service) ;
- aux établissements de jeux – casinos et clubs de jeux (autorisation des établissements, sanctions disciplinaires, interdictions volontaires de jeux) ;
- aux polices municipales, aux gardes champêtres et aux gardes particuliers ;
- à la sécurité privée (agents de surveillance et gardiennage, agents de recherche privée, transports de fonds) ;
- aux gens du voyage (statut, aires d’accueil, grands rassemblements et grands passages) ;
- aux procédures concernant l'éloignement du territoire français pour des motifs d'ordre public des ressortissants étrangers ;
- à diverses polices administratives spéciales : violences sportives, débits de boissons, chiens dangereux, etc.

### Direction opérationnelle
La DLPAJ est responsable du volet administratif et juridique de la politique de sécurité publique et de la lutte contre le terrorisme. Elle est notamment chargée de la mise en œuvre de la loi renforçant la sécurité intérieure et la lutte contre le terrorisme du 30 octobre 2017 et assure la défense contentieuse de toutes ces nouvelles mesures.

### Coordination normative
La DLPAJ suit les mesures d'application des lois et de transposition des directives européennes pour l'ensemble du ministère. Elle assure le suivi de la production normative. Elle est également chargée de la maintenance du code de la sécurité intérieure et doit être saisie pour avis de tous les textes qui le modifient.

## Succession des directeurs
| Identité                  | Période | Période |
| Identité                  | Début   | Fin     |
| ------------------------- | ------- | ------- |
| Bruno Genevois            | 1985    | 1986    |
| Dominique Latournerie (d) | 1986    | 1988    |
| Jean-Marc Sauvé           | 1988    | 1994    |
| Jean-Paul Faugère         | 1994    | 1997    |
| Jean-Marie Delarue        | 1997    | 2001    |
| Stéphane Fratacci         | 2001    | 2006    |
| Laurent Touvet            | 2007    | 2013    |
| Pierre-Antoine Molina (d) | 2013    | 2014    |
| Thomas Andrieu            | 2014    | 2016    |
| Thomas Campeaux (d)       | 2016    | 2021    |
| Pascale Léglise (d)       | 2021    |         |

## Composition
La DLPAJ est composée comme suit :
- Cabinet du directeur ;
- Sous-direction du conseil juridique et du contentieux ;
- Sous-direction des libertés publiques ;
- Sous-direction des polices administratives ;
- Sous-direction des cultes et de la laïcité ;
- Mission légistique et coordination normative.

### Textes de référence
- Décret no 2013-728 du 12 août 2013 portant organisation de l'administration centrale du ministère de l'intérieur et du ministère des outre-mer
- Arrêté du 12 août 2013 portant organisation interne du secrétariat général du ministère de l'intérieur